# Parafia Najświętszego Serca Jezusowego w Bóbrce
Parafia Najświętszego Serca Jezusowego w Bóbrce – parafia rzymskokatolicka znajdująca się w archidiecezji przemyskiej, w dekanacie Dukla. 

## Historia
Do 1819 roku wieś należała do cystersów z Koprzywnicy. W latach 1752–1768 zbudowano we wsi drewniany kościół pod wezwaniem św. Katarzyny. W 1774 roku Bóbrka staje się samodzielną parafią z filią w Wietrznie. W latach 1905–1908 zbudowano nowy kościół, który zaprojektował Teodor Talowski. 

## Proboszczowie
- ks. Antoni Dziurzyński (1903–1925)[2]
- ks. Franciszek Stąpor (1925–1933)[2]
- ks. Jan Kania (1933–1944)[2][1]
- ks. Antoni Twaróg (1946–1947)[2]
- ks. Piotr Mielnik (1947–1961)[2]
- ks. Stanisław Władyka (1961–1967)[2]
- ks. Czesław Wojnar (1967–1971)[2]
- ks. Józef Żółtek (1971–1986)[2]
- ks. Stanisław Motak (1986–2000)[2]
- ks. Tadeusz Nowak (2000–2016)[2]
- ks. Stanisław Babiarz (2016)[2]